# Elisabeth Ohms

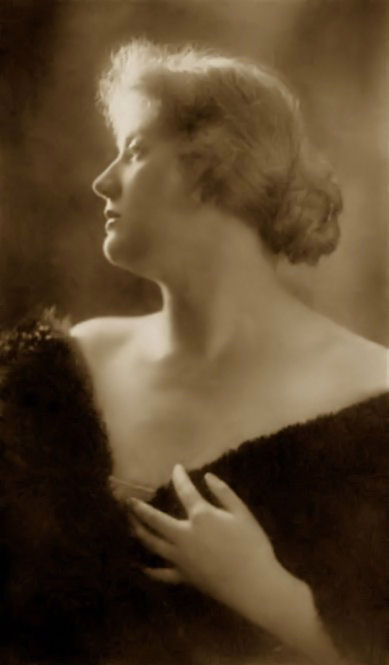
Elisa Ohms in 1930

Elisa Carolina (Elisabeth) Ohms (Arnhem, 17 mei 1888 – Marquartstein, 16 oktober 1974) was een Duits sopraan van Nederlandse komaf.
Ze was dochter van Antonia Cornelia Berendina van Heumen en onderwijzer Hendrikus Johannes Ohms. Zelf trouwde ze in 1912 met arts Cornelius Harmanus Wilhelmus Drenth. Zij kreeg uit een buitenechtelijke relatie met Leo Pasetti in 1916 tijdens een langdurig verblijf in München een zoon, Peter Viktor Rudolf Pasetti, hij werd bekend acteur. Twee jaar later scheidde ze van Drenth en trouwde ze met Leo Pasetti.
Haar eerste muziekopleiding vond plaats op de viool, waarbij haar docent Jacob Heukeroth (J.M. Heuckeroth) was. Lessen op piano kreeg ze van Pieter Anne van Westrheene. Tegelijkertijd zong ze in het koor van de Maatschappij tot Bevordering der Toonkunst, eigenaardig genoeg als mezzosopraan. Haar naam werd niet verbonden aan die muziekinstrumenten want ze stapte definitief over naar de zang, waarbij er in Amsterdam en Utrecht lessen volgden van Frederico en Francine Morello, Hendrik C. van Oort en Rose Schönberg, Haar naam duikt in het jaar 1909 op als ze in zaal Varrenhorst Steenwijk als alt soleert bij het "Gemengd Koor" aldaar. Ze staat dan te boek als alt Lize Ohms uit Utrecht.  In de jaren tien wordt vrijwel niets van haar vernomen, terwijl ze gezien het voorstaande wel actief was in en om München. In 1917/1918 werd ze (komende uit Amsterdam) aangekondigd voor een concert van het Utrechts Stedelijk Orkest onder Jan van Gilse (13 februari 1918). 
Ze duikt weer op aan het eind van dat decennium, wanneer ze onder de naam Lize Ohms in februari 1918 onder Willem Mengelberg zingt in het Concertgebouw in een uitvoering van Ständchen (D920) van Franz Schubert. Tijdens dat concert zong ook haar leermeester Van Oort. Enkele dagen later zong ze hetzelfde lied, maar ook Fêtes galantes van Willem Pijper. Acht maanden later zong ze weer onder Mengelberg in La damoiselle élue van Claude Debussy, collega Berthe Seroen zong ook. In de jaren twintig zong ze nog tien keer met het Concertgebouworkest. 
Begin jaren twintig trok ze weer naar Duitsland alwaar ze bij Eduard Bellwidt in Frankfurt am Main haar studie afrondde (1919-1921). Ze zong in die periode onder Wilhelm Furtwängler, in Mainz en wederom München. Af en toe kwam ze terug naar Nederland, zoals voor die concerten met de Wagnervereniging en Concertgebouworkest. 
Ze zong vervolgens in grote Europese steden onder dirigenten als Hans Knappertbusch, Arturo Toscanini (Teatro alla Scala). Ze stond in die jaren drie keer in Covent Garden in Londen (1928, 1929 onder Bruno Walter, 1935), Richard Strauss vroeg haar in 1928 voor de titelrol in Die ägyptische Helena opnieuw onder Knappertbusch. In 1930 maakte ze voor drie seizoenen de overstap naar New York; ze zong bij de Metropolitan Opera. Dirigent Karl Muck was bijzonder over haar te spreken wanneer zijn Isolde zong in de opera Tristan und Isolde van Richard Wagner. Ze werd in 1923 benoemd tot Kammersängerin. 
Haar stem werd bewaard via een flink aantal opnamen via Grammophon, die in later jaren overgezet werden naar compact disc in de serie Lebendige Vergangenheit. In 1942 nam ze afscheid van de muziek. Ze overleed in Marquartstein, zuid-Beieren. Volgens De Telegraaf van 7 maart 1975 stierf ze in absolute stilte.

## Geluidsdocumenten
In verhouding tot het belang en de duur van haar carrière zijn er maar weinig geluidsdocumenten: er bestaan slechts 10 titels, opgenomen in 1929 door de Deutsche Grammophon Gesellschaft (buitenlands label: Polydor, in Groot-Brittannië uitgebracht op Decca).
- Ludwig van Beethoven: Fidelio – Abscheulicher, wo eilst Du hin (Grammophon 66904)
- Richard Strauss: Der Rosenkavalier – Kann mich auch an ein Mädel erinnern (Grammophon 95385)
  - Oh, sei er gut, Quinquin (Grammophon 95385)
  - Hab’ mir’s gelobt. Terzet met Adele Kern en Elfriede Marherr (Grammophon 66931)
- Richard Wagner:
  - Der fliegende Holländer – Traft ihr das Schiff im Meere an (Grammophon 66928)
    - Versank ich jetzt in wunderbares Träumen. Scene met Theodor Scheidl (Grammophon 66930 en 95407)

  - Tristan und Isolde – Mild und leise (Isolde's liefdevolle dood) (Grammophon 66928)
  - Wesendonck-Lieder – Schmerzen (Grammophon 66929 en 27327)
    - Träume (Grammophon 66929 en 27327)
- Carl Maria von Weber: Oberon – Ozean, du Ungeheuer (Grammophon 66900)

Het wordt begeleid door het orkest van de Berlijnse Staatsopera onder leiding van Manfred Gurlitt en Julius Prüwer. De opnamen vonden plaats in de zomer en herfst van 1929 in de concertzaal van de Hochschule für Musik in Berlijn.
Opnieuw uitgebracht:
- Elisabeth Ohms. Discophilia KG-O-1 (München, rond 1974) (lp, alle opnamen)
- Elisabeth Ohms. Preiser Records/Lebendige Vergangenheit LV 159 (Wenen, 1979) (lp, alle opnamen)
- Elisabeth Ohms. Preiser Records 89 521 (Wien, 2000). (cd, alle opnamen; bevat extra titels gezongen door Gertrud Kappel)